# Camp Century
Camp Century est une ancienne base militaire de l'armée américaine au Groenland, construite à la fin des années 1950 à 240 km à l'Est de la base aérienne de Thulé, à l'extrême nord-ouest de l'inlandsis groenlandais. Elle a été définitivement fermée en 1967, mais la fonte de la glace sous laquelle elle est enfouie risque de la mettre à nu.
Dirigé par le colonel John H. Kerkering et sous la responsabilité du Cold Regions Research and Engineering Laboratory (en) du Corps du génie de l'armée des États-Unis, le projet fut mis en œuvre de 1959 à 1967, en pleine Guerre froide, avec l'objectif d'acheminer, via des tunnels sous la calotte glaciaire, 600 missiles nucléaires au plus près de l'URSS.

## Construction et abandon

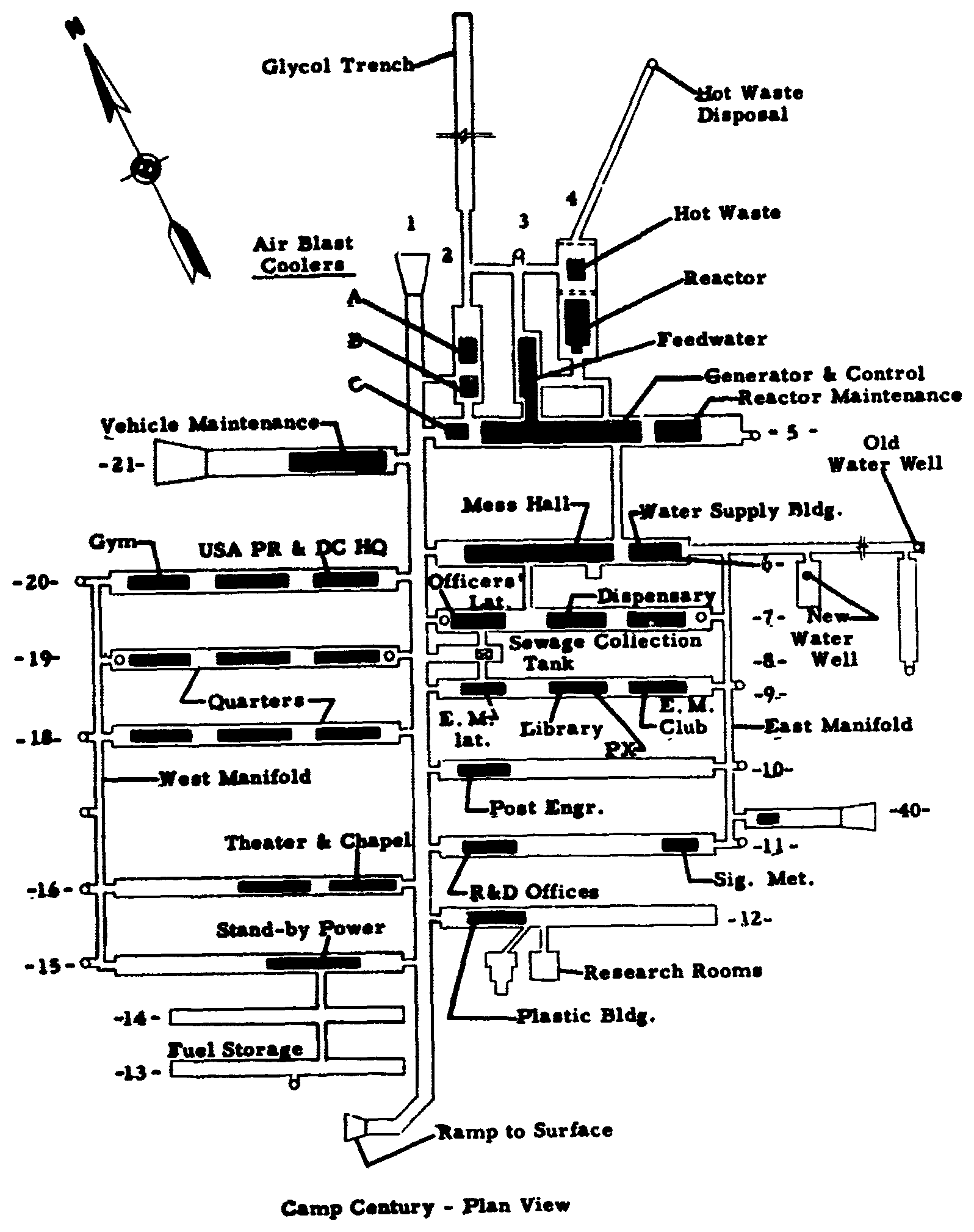
Plan de la base en 1965.

Les travaux commencent en juin 1959 et seront terminés en octobre 1960. Construit dans le cadre du projet Iceworm (en), Camp Century, présenté comme un projet scientifique, poursuivait également un but militaire : les États-Unis ne disposant pas dans les années 1950 de missiles balistiques ayant une portée pouvant frapper l'URSS depuis leur territoire, le projet visait à creuser sous la calotte glaciaire un vaste ensemble de puits à missiles braqués sur le territoire soviétique. Pour ce faire, la base fut alimentée par un réacteur nucléaire, et les autorités américaines firent construire des voies ferrées sous la calotte pour transporter le matériel. Vingt-et-un tunnels furent construits, sous la supervision du physicien B. Lyle Hansen, en utilisant l'acier et la neige comme matériau. Ils abritaient, entre autres, un hôpital, un magasin, un théâtre et une église. Jusqu'à 200 personnes travaillaient dans le camp pendant la période d'été. L'eau provenait de la fonte des glaciers. Aucune ogive nucléaire ne sera finalement stockée dans la base.
Près de huit millions de dollars furent investis dans le projet (soit pratiquement 640 millions de dollars valeur 2025), dont 5,7 millions pour le seul réacteur nucléaire portable PM-2A, premier de ce genre à avoir été fabriqué, à l'initiative d'Alco Products. Produisant 2 MW d'électricité, il servait aussi à faire fondre la glace. Ce réacteur a été envoyé au Groenland en pièces détachées, assemblé sur place, utilisé, puis démonté et renvoyé aux États-Unis. Le PM-2A a été conçu pour démontrer la capacité de créer une centrale nucléaire à partir d'éléments préfabriqués dans une région éloignée, ici en Arctique. La cuve sous pression a ensuite été utilisée pour étudier la fragilisation de l'acier au carbone par les neutrons. Le réacteur est mis en service le 3 octobre 1960 et coupé en 1963-1964. Il utilisait comme combustible de l'uranium 235 enrichi à 93 %.
Le projet fut abandonné en 1964 en raison du mouvement des glaces, lequel menaçait de faire s'effondrer les tunnels, et la base est officiellement fermée en 1967. Restés sans maintenance (l'entretien demandait le déplacement et l'enlèvement de plus de 120 tonnes de neige et glace chaque mois), la totalité des tunnels s'effondrèrent par la suite.

## Révélation du projet
Les détails du projet ne furent rendus publics qu'en janvier 1997, lorsque l'Institut danois de la politique étrangère (le Danish Foreign Policy Institute, ou DUPI) publia un rapport, à la demande du Parlement danois, concernant l'histoire des armes nucléaires au Groenland. Le rapport provoqua un scandale, puisqu'il montra qu'à l'époque de l'accident de Thulé (écrasement d'un Boeing B-52 Stratofortress en 1968), le gouvernement danois avait donné l'autorisation tacite du transport d'armes nucléaires au Groenland, en violation avec la déclaration officielle du Premier ministre Hans Christian Hansen, en 1957, qui faisait du Danemark une zone exempte d'armes nucléaires, ligne politique qui demeura officiellement en vigueur jusqu'en 1988.

## Risques liés à la fonte de la calotte
En 2016, les chercheurs ont évalué que les 55 hectares du site contenaient encore 200 000 litres de fuel autrefois contenus dans des citernes qui sont probablement détruites par la rouille et les mouvements de la glace. La présence de générateurs et autres transformateurs font penser que les PCB sont les produits chimiques les plus répandus et les plus problématiques,. Il resterait aussi 240 000 litres d’eaux usées. Les vestiges du camp restent enfouis en 2016 sous une trentaine de mètres de glace.
Avec le réchauffement climatique, si la fonte se poursuit au rythme actuel, la perte de glace ne serait plus compensée par les nouvelles chutes de neige à partir de 2090 et la mise au jour des déchets pourrait se faire environ un siècle plus tard.
Une nouvelle étude, publiée en 2021, montre en revanche que les nouvelles chutes de neige continueront de compenser la perte de glace jusqu'au moins 2100. La base devrait donc rester enfouie sous la glace jusqu'à cette date, et pourrait même s'enfoncer davantage, jusqu'à une soixantaine de mètres sous la glace en 2100.

## Intérêt scientifique
Bien qu'à visée militaire, Camp Century a permis au géophysicien danois Willi Dansgaard d'analyser les premières carottes de glace afin d'effectuer une étude sur l'histoire du climat depuis 100 000 ans. Dansgaard écrivit en 1967 au scientifique américain Chester Langway, responsable de la conservation des glaces prélevées par l'armée lors de la construction des tunnels, afin de pouvoir étudier ces carottes,. Après cette première étude, dont les résultats surprenants furent accueillis de façon sceptique par la communauté scientifique, Dansgaard obtint de réaliser un nouveau forage en 1979, dans le sud du Groenland, avec le Suisse Hans Oeschger, lequel confirma la brutalité des fluctuations climatiques observées.